# Nicolae Văcăroiu
Nicolae Văcăroiu (* 5. prosince 1943) je rumunský sociálnědemokratický politik. V letech 1992-1996 byl premiérem Rumunska. V letech 2000–2008 předsedou rumunského Senátu. Roku 2007, po pádu prezidenta Traiana Băsescua, byl dočasně pověřen řízením úřadu prezidenta. V období 1996–2008 byl senátorem. Je představitelem Sociálnědemokratické strany (Partidul Social Democrat).